# Университетская клиническая больница имени Паула Страдыня
Университетская клиническая больница имени Паула Страдыня (латыш. Paula Stradiņa klīniskā universitātes slimnīca, основана как Рижская 2-я городская больница) — крупнейшее амбулаторное и стационарное медицинское учреждение республиканского масштаба в Риге. Больница также является медицинским научным и образовательным центром.

## Название
Эта крупнейшая в Латвии больница меняла название восемь раз: с момента открытия в 1910 году это была Рижская 2-я городская больница, в довоенный советский период в 1940—1941 годах — Государственная клиническая больница, затем во время немецкой оккупации во время Второй мировой войны — опять Рижская городская больница, в период с 1944 по 1948 год вновь Государственная клиническая больница, затем — Республиканская клиническая больница, с 1958 года — Республиканская клиническая больница имени Паула Страдыня, названа в честь хирурга, основателя онкологии в Латвии, академика Паула Яновича (Павла Ивановича) Страдыньша после его безвременной кончины.
С 1993 года — Национальная больница имени Паула Страдыня, с 1995 года — Больница имени Паула Страдыня Латвийской медицинской академии. Позже получила название — Университетская клиническая больница имени Паула Страдыня. Однако начиная с 1958 года, когда госпиталю было присвоено имя его фактического создателя, жители Риги и Латвии в повседневной жизни называют больницу одним и тем же словом — Страдыня.

## История
Основана в 1910 году как Рижская 2-я городская больница на 132 места. Она была построена на пустыре площадью 18 га между Либавской и Виндавской улицами в Задвинье. Решение о строительстве было принято в 1898 году, работы начались в 1908 году и продолжались до 1915 года. Здания проектировал архитектор Р. Шмелинг. Первоначально в больнице работало 36 человек, в том числе 5 врачей и 4 медицинских сестры.
Во время Первой мировой войны и эпидемии тифа больница принимала одновременно до тысячи больных.
В 1919—1928 годах больница не работала. В 1928 году деятельность больницы восстановлена для подготовки студентов Медицинского факультета ЛУ. С 1931 года её возглавил хирург Павел Иванович Страдыньш. В заборе со стороны Виндавской улицы сохранилась «калитка Страдыня», через которую Павел Иванович приходил в больницу из своего дома, находившегося на противоположной стороне той же улицы.
Во время войны небольшой коллектив больницы постарался сохранить для лечения больных медицинскую аппаратуру и материалы. В подвале здания была оборудована операционная, в которой работал профессор Страдыньш. Были прерваны электроснабжение и работа водопровода, санитарки носили воду из ближайшего колодца ведрами, а продукты и медикаменты привозили на телеге, которую тянула единственная лошадь. Осенью 1944 года в больницу пришли работать врачи, составившие её золотой фонд: хирурги Колесникова, Роценс, рентгенолог Белый, профессора Рудзитис, Микельсонс, Биезиньш.
После освобождения Латвийской ССР от немецко-фашистских захватчиков больница восстановила свою работу как лечебный и учебный центр. Были отремонтированы корпуса, поставлено новое оборудование, расширена амбулаторная помощь: если в 1930-е годы амбулатория принимала чуть более 1 000 человек в год по трём врачебным специальностям (хирург, терапевт, инфекционный врач), в 1960 году врачи всех специальностей принимают в год около 70 тысяч пациентов. В 1959 году начали действовать кабинеты иглотерапии, эндокринологии, был создан республиканский кардио-ревматологический центр, первый в Прибалтике кабинет контактных линз для коррекции зрения при астигматизме, кератоконусе, сильной близорукости, основан также первый в Латвии кабинет для лечения косоглазия.
Больница превратилась в методический центр для врачей республики, эту работу вел организационно-методический отдел под руководством А. М. Файтельсона.
В 1955 году в распоряжение больницы поступила созданная под её эгидой Республиканская станция санитарной авиации, организованная для оказания неотложной помощи в районах силами опытных врачей-специалистов. В 1959 г. такую помощь оказали 1 632 врача, выполнивших на местах 320 сложных операций и обслуживших около 17 тыс. человек, В районные больницы силами санитарной авиации было доставлено 59 кг консервированной крови.
В 1957 году в больнице был построен новый шестиэтажный корпус, в котором было организовано отделение торакальной хирургии, где под руководством профессора Страдыньша начали делать операции на лёгких. Для отделения был построен новый корпус больницы. В Ригу прибыла бригада хирургов под руководством профессора Е.Н. Мешалкина, которая обучала местных врачей техникам операций на лёгких и сердце. Вскоре хирурги Эзериетис, Алексис и другие начали выполнять эти операции самостоятельно.
К 1960 году в больнице имелось 1200 коек, работало 197 врачей и 595 медсестёр в 30 отделениях, а общий штат составил 1 596 человек. В период с 1955 -го по 1960 год были созданы новые отделения: ревмокардиологическое, нейрохирургическое, эндокринологическое, травматологическое, урологическое и другие. Появились новое оборудование в физиотерапевтических кабинетах, диагностические комплексы, биохимическая лаборатория. Ежегодно стационарное лечение в больнице проходило около 22 тысяч человек со всей республики.
В 1976 году в больнице был построен новый лечебный корпус на 300 мест, в котором разместились терапевтический центр кардиологии, отделение сердечной хирургии, пульмонологическое отделение, а также центр анестезиологии и реанимации на 20 коек, оснащённый современным оборудованием. Корпус был построен на средства, поступившие от Всесоюзного ленинского субботника. Реанимационное отделение возглавил профессор Георгий Николаевич Андреев.
В 1979 году больница получила ещё один лечебный корпус.
В 1985 году количество стационарных больных в год превысило 32 тысячи.
На 1988 год в больнице имелось 1520 мест, 35 отделений для оказания стационарной помощи по 41 медицинской специальности, санитарная авиация обслуживала пациентов по 38 специальностям. Действовало 17 специализированных центров (сердечно-сосудистой хирургии, гастроэнтерологии, диетологии, микрохирургии глаза, трансплантации почки).

## Клиники и центры[7]
- Центр амбулаторной хирургии
- Клиника анестезиологии и реаниматологии
- Объединенная лаборатория
- Центр профессиональной и радиационной медицины
- Центр сосудистой хирургии
- Институт Диагностической Радиологии
- Центр Эндокринологии
- Центр физической медицины и реабилитации
- Центр гастроэнтерологии, гепатологии и диетотерапии
- Консультативная служба по инфекционным болезням и больничной эпидемиологии
- Клиника внутренних болезней
- Центр заболеваний молочной железы
- Хирургическая клиника
- Латвийский кардиологический центр
- Латвийский центр трансплантации
- Центр скорой медицинской помощи
- Центр нефрологии
- Клиника нейрохирургии
- Клиника Неврологии
- Офтальмологическая клиника
- Клиника онкологии
- Клиника оториноларингологии
- Институт патологии
- Центр легочной и торакальной хирургии
- Поликлиника
- Ревматологический центр
- Клиника женского и детского здоровья
- Центр хирургии сердца
- Центр урологии
- Центр хирургии рта, лица и челюсти
- Кабинет редких заболеваний

## Показатели деятельности
В 2020 году больница стала одним из важнейших центров лечения ковида, при этом сократив количество коек с 864 в январе до 726 в декабре. Количество пациентов, принятых больницей, тоже существенно сократилось: почти на 7 тыс человек в стационаре (минус 15%, с 49 тыс по плану до 42 тыс) и на 25 тыс амбулаторно (до 238 862 человек вместо 164 210 по плану). 21 403 пациента получили неотложную помощь, в реанимации лечился 7 941 пациент. Проведено  39 849 хирургических операций, в том числе трансплантации органов.
В крупной больнице работало в 2020 году  3 134 работника, из них 882 врача и 990 медсестёр. Средняя зарплата на одного работника составила 1507 евро, при этом зарплата председателя правления Ринальда Муциньша составила 86 тысяч евро в год (7 167 евро в месяц). Убытки больницы в 2020 году  при нетто-обороте 128,7 млн евро составили 441 тыс. евро, что на 2.5 млн меньше, чем в 2019 году. 

## Руководители
- 1931—1958 — П. И. Страдыньш
- 1959—1979 — Л. Г. Щербакова
- 1979—… — Х. В. Рунд

## Происшествия
- 2 августа 2013 года на кислородной станции больницы в 32 корпусе произошёл взрыв, в результате которого возник пожар. В происшествии пострадало два человека (технических работника больницы), более 170 человек было эвакуировано. Вызов поступил в 9.30 утра. Спустя час пожар был локализован[10].

## Галерея
| Больница им. П. Страдыня. Бассейн между 11 и 12 корпусами |  | Памятник Паулу Страдыню. Вид с улицы Пилсоню |  | Памятный знак ликвидаторам аварии на Чернобыльской АЭС |